# نفيسة بنشهيدة
نفيسة بنشهيدة ممثلة مغربية، شاركت في عدد من المسلسلات والأفلام المغربية والعالمية، أبرزها سلسلة القضية.

## سيرتها
نالت شهرة كبيرة في سلسلة القضية حيت أدت دور محققة في الشرطة، مما أهلها لمجموعة من الأدوار حيث برزت في مسلسل الحياني الذي يحكي السيرة الذاتية للعندليب المغربي محمد الحياني، ثم قدمت مجموعة من الأفلام أبرزها فيلم عايدة الذي أدت فيه دور الطبيبة الجامعية اليهودية عايدة كوهن، وفيلم نساء في المرايا، وسيتكوم دور بيها ياشباني مع مجموعة من الممثلين، ثم مسلسل ولا عليك وقد أدت دور شرفي حيث ظهرت كضيفة شرف في مسلسل نعام ألالة الذي كان من بطولة مريم الزعيمي، وقد أدت دور مدام لزرق وظهرت في حلقتين كضيفة شرف.

## قائمة أعمالها

### مسلسلات
- 2006 - 2007: القضية
- 2012: الحياني
- 2013: دور بيها ياشيباني
- 2016: نعام ألالة ( مدام لزرق، ضيفة شرف )
- 2016: الآنسة فريدة
- 2018: ولا عليك

### أفلام
- 2011: نساء في المرايا
- 2013: الصرخة الأخيرة
- 2015: عايدة
- 2016: مسافة ميل بحذائي
- 2017: البحث عن السلطة المفقودة

## روابط خارجية
- نفيسة بنشهيدة على موقع IMDB